# 恩策斯费尔德-林达布伦
恩策斯费尔德-林达布伦是奥地利下奥地利州巴登县的一个市镇。总面积15.78平方公里，总人口4070人，人口密度257.9人/平方公里（2005年）。